# Ulrike Krampl
Ulrike Krampl est une historienne française spécialiste de l'histoire moderne. Ses thèmes de prédilection sont l'histoire des croyances et des savoirs, mais aussi l'histoire du genre à l'époque moderne.

## Biographie
Originaire d'Autriche, Ulrike Krampl poursuit des études d'histoire à l'université de Vienne. Elle passe son doctorat d'histoire et civilisation à l'EHESS en 2004 sous la direction de l'historienne Arlette Farge. Maître de conférences en histoire moderne depuis 2005 à l'Université François-Rabelais de Tours, elle a par ailleurs collaboré à de nombreuses publications en langue française et en langue allemande. Elle a aussi participé à l'émission les Lundis de l'Histoire, sur France Culture, aux côtés d'Arlette Farge. Ulrike Krampl est aussi membre de la rédaction des revues Genre & Histoire et Dix-Huitième, et coordonne le pôle franco-allemand de l'université de Tours.

## Recherches
Spécialiste de l'époque moderne, Ulrike Krampl oriente ses recherches autour de thèmes comme le genre, en travaillant une histoire sociale et anthropologique. Elle s'intéresse aussi aux pratiques culturelles de l'époque moderne, à travers les croyances et les savoirs de cette période. D'autre part, Ulrike Krampl axe aussi ses recherches vers les domaines de l'oralité et de l'écrit comme des objets sociétaux du monde moderne.

## Publications
- Les cinq sens de la ville, du Moyen Âge à nos jours/The five senses of the city, from de middle ages to the contemporary period, Tours, PUFR, 2013 (direction avec Robert Beck et Emmanuelle Retaillaud-Bajac).
- Spektakel = L’Homme. Europäische Zeitschrift für feministische Geschichtswissenschaft/ European Journal of Feminist History, 22, 1, 2012 (direction avec Mineke Bosch et Hanna Hacker).
- Les secrets des faux sorciers. Police, magie et escroquerie à Paris au XVIIIe siècle, Paris, Éditions de l’EHESS, Paris, 2011.
- Namen = L’Homme. Europäische Zeitschrift für feministische Geschichtswissenschaft/ European Journal of Feminist History, 20, 1, 2009 (direction avec Gabriela Signori).